# Petr Špulák
Petr Špulák (* 1. Mai 2002) ist ein tschechischer Volleyballspieler.

## Karriere
Špulák begann seine Karriere bei CZU Prag. Mit dem Verein wurde er 2017 U18-Meister und 2018 Vizemeister dieser Altersgruppe. Mit der tschechischen U18-Nationalmannschaft erreichte er 2018 das Finale der Europameisterschaft. Von 2018 bis 2021 spielte der Mittelblocker bei VK Lvi Prag. Anschließend wechselte er zu Kladno Volejbal. 2023 wurde Špulák vom deutschen Bundesligisten SWD Powervolleys Düren verpflichtet. In der Saison 2023/24 unterlagen die SWD Powervolleys im DVV-Pokal hingegen bereits im Viertelfinale gegen die WWK Volleys Herrsching und im CEV-Pokal schieden sie im Achtelfinale aus. In den Bundesliga-Playoffs verloren die SWD Powervolleys als Tabellensechster im Viertelfinale gegen den VfB Friedrichshafen. Danach wechselte Špulák zu VK ČEZ Karlovarsko.